# Der Sämann (Constantin Meunier)

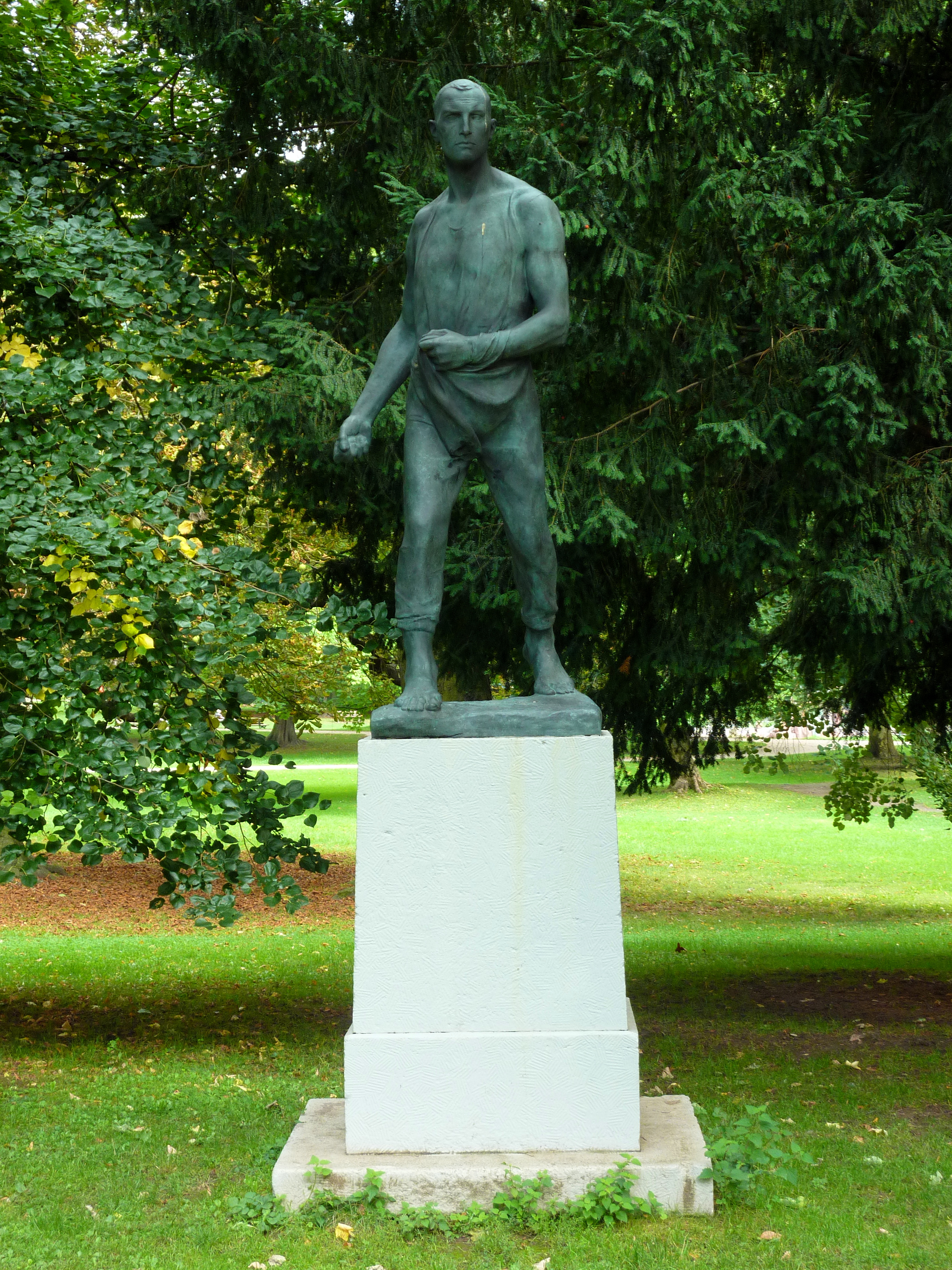
Skulptur Der Sämann im Günthersburgpark in Frankfurt

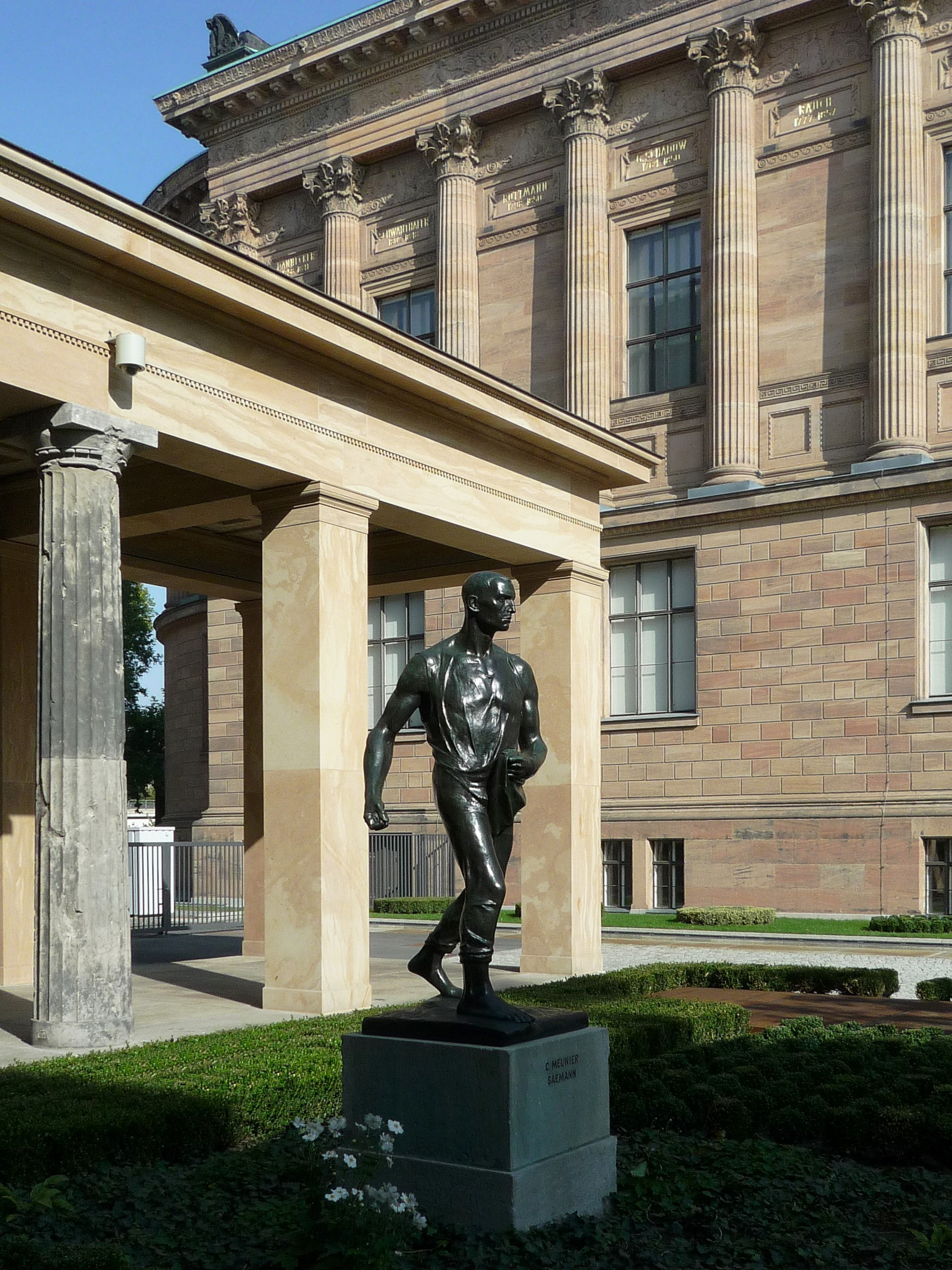
Sämann im Kolonnadenhof der Museumsinsel in Berlin

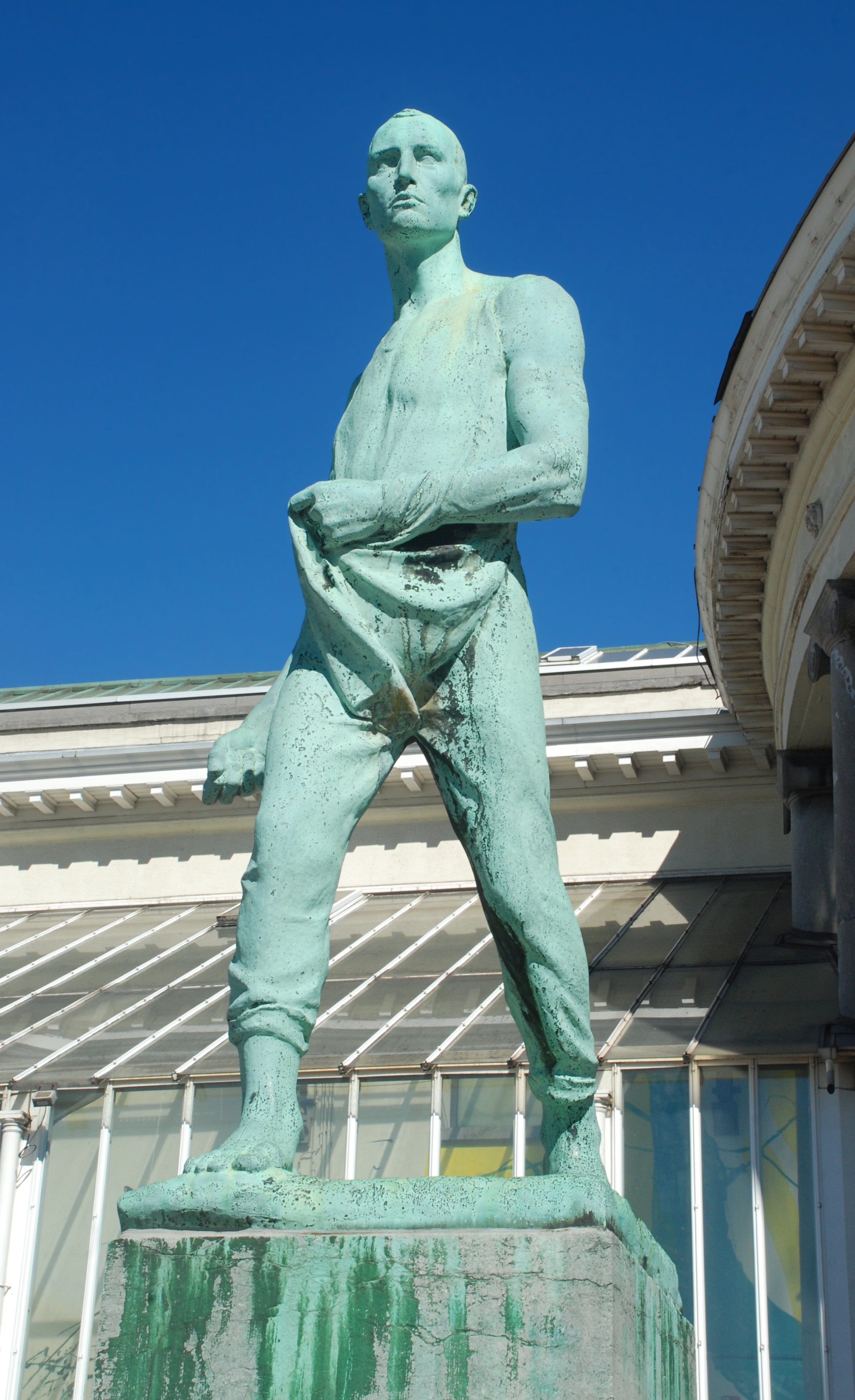
Der Sämann im Botanischen Garten von Brüssel

Der Sämann ist eine im Jahr 1890 vom belgischen Maler und Bildhauer Constantin Meunier (1831–1905) geschaffene Bronzeplastik, von der mehrere Exemplare existieren. Die Skulptur ist etwa lebensgroß und stellt einen ausschreitenden Landarbeiter beim Ausbringen von Saatgut dar. Die männliche Figur, barfuß und mit bloßem Oberkörper, trägt einen mit der linken Hand gehaltenen Saatbeutel und zeigt mit der rechten Hand die typische Geste des manuellen Aussäens. Das Motiv „arbeitende Menschen“ wird als charakteristisch für das bildhauerische Werk Meuniers angesehen.

## Frankfurt am Main
Eine der Skulpturen steht im Günthersburgpark im Frankfurter Stadtteil Nordend-Ost auf einem Steinsockel vor einer Baumgruppe, unmittelbar hinter dem südwestlichen Tor zum Park (Lage). Diese Skulptur ist eine Stiftung des Unternehmers und damaligen Leiters der Cassella-Werke, Leo Gans. Im Jahr 1906, kurz nach dem Tod Meuniers, erfolgte der Ankauf von zwei Meunier-Skulpturen, Der Sämann und Der Hafenarbeiter, (letzterer aufgestellt auf der Balustrade der Friedensbrücke) durch die Stadt Frankfurt. Der Sämann wurde im Jahr 1915 im Günthersburgpark aufgestellt. Beide Skulpturen wurden aus Mitteln des von Leo Gans gestifteten Kulturfonds von insgesamt 150.000 Mark bezahlt. Im Jahr 2009 wurde die Skulptur, die Risse und Rostspuren aufwies, von einem Fachunternehmen für Kunstguss restauriert und durch Versiegelung der Oberfläche vor Witterungseinflüssen geschützt.

## Berlin
Eine weitere Ausführung des Sämanns ist im Kolonnadenhof vor der Alten Nationalgalerie auf der Museumsinsel in Berlin aufgestellt (Lage). Sie gehört zu den drei ursprünglichen Skulpturen des Kolonnadenhofes, welche dort heute noch zu sehen sind. Diese Skulptur stammt aus dem Besitz des Dampfkesselfabrikanten Otto Krebs, der die Figur im Garten seines Landsitzes in Holzdorf bei Weimar aufstellen ließ und an dessen Erben die Skulptur im Jahr 2008 restituiert wurde. Mit Hilfe von Stiftungsgeldern der Kulturstiftung der Länder und der Hermann Reemtsma Stiftung konnte die Nationalgalerie die Skulptur im Jahr 2010 bei einer Auktion durch Christie’s in London zurückerwerben.

## Brüssel
Zwischen 1894 und 1898 wurde der Botanische Garten in Brüssel unter Aufsicht von Constantin Meunier mit 52 Bronzeskulpturen ausgestattet, von denen Meunier mit Der Sämann, welcher den Herbst repräsentiert, und Der Schnitter, der für den Sommer steht, zwei eigene Werke beitrug. Heute sind noch 30 Figuren erhalten, darunter auch der Sämann (Lage).

## Weitere Exemplare
Weitere Exemplare befinden sich in der Ny Carlsberg Glyptotek in Kopenhagen (Lage) und im M Museum in Löwen (Lage).
Zudem zeigt das Gemeindewappen von Göldenitz unter anderem die von dem Möllner Künstler Karlheinz Goedtke geschaffene Skulptur „Der Sämann“.